# Ioessa
Ioessa is een geslacht van vliesvleugeligen uit de familie Encyrtidae. De wetenschappelijke naam van dit geslacht is voor het eerst geldig gepubliceerd in 1955 door Erdös.

## Soorten
Het geslacht Ioessa is monotypisch en omvat slechts de volgende soort:
- Ioessa crassicornis Erdös, 1955